# Thomas Andrews (natuurkundige)

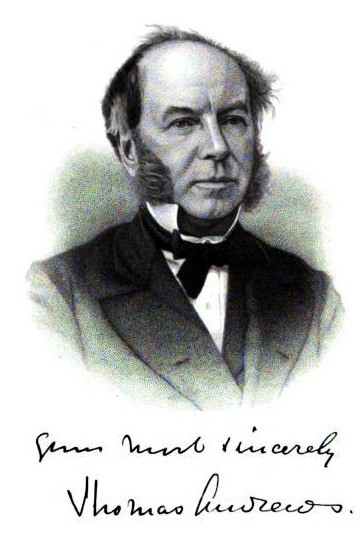
Thomas Andrews

Thomas Andrews (Belfast, 19 december 1813 – aldaar, 26 november 1885) was een Iers chemicus en natuurkundige die onderzoek deed naar de faseovergangen tussen vloeistoffen en gassen. Hij ontdekte de kritieke temperatuur en de kritieke druk van gassen. De experimenten van Andrews werden later theoretisch verklaard door Johannes Diderik van der Waals. Andrews werd later benoemd tot hoogleraar in de scheikunde aan Queens' College in Belfast.